# LVG C.V
LVG C.V – niemiecki samolot wielozadaniowy (rozpoznawczy i bombowy). Zaprojektowany i zbudowany w berlińskich zakładach lotniczych Luft-Verkehrs-Gesellschaft.

## Historia
Samolot wielozadaniowy LVG C.V jest kolejnym samolotem zaprojektowanym w przez inż. Franza Schneidera z niemieckich zakładów lotniczych LVG.
Pierwszym z serii samolotów wielozadaniowych był zbudowany w 1913 roku prototyp oznaczony jako LVG A.I w układzie dwupłata. Następnie na przełomie 1913–1914 roku rozpoczęto produkcję dwumiejscowych samolotów rozpoznawczych i szkolnych LVG B.I i LVG B.II, a w 1915 roku kolejny samolot szkolny LVG B.III. Pod koniec 1914 roku powstał samolot doświadczalny LVG E.I, który stał się początkiem serii wojskowych samolotów wielozadaniowych dla niemieckiego lotnictwa w toczącej się I wojnie światowej. Pierwszym samolotem z tej serii był samolot rozpoznawczy LVG C.II w układzie dwupłatu, dwumiejscowy zbudowany w 1915 roku. Jego ulepszoną wersją był budowany od 1916 roku samolot LVG C.IV. Lecz do najbardziej znanych i powszechnie stosowanych przez lotnictwo niemieckie w I wojnie światowej należały samoloty wielozadaniowe LVG C.V i LVG C.VI budowane od końca 1916 roku.
Samolot LVG C.V był dobrze opracowany pod względem aerodynamicznym  i miał stosunkowo mocną konstrukcję. Kadłub miał konstrukcję drewnianą kratownicową. Z przodu kadłuba mieścił się silnik rzędowy Benz, chłodzony cieczą z charakterystyczną wyprowadzoną do góry rurą wylotową spalin ze wszystkich cylindrów oraz usytuowaną za nią rurą zasysającą powietrze. Za silnikiem znajdowały się dwie kabiny – pierwsza pilota, tuż za nią druga obserwatora. Na końcu kadłuba umieszczono usterzenie klasyczne o kształcie eliptycznym – poziome proste, pionowe skośne. Pokrycie kadłuba stanowiła z przodu przy silniku blacha aluminiowa, za silnikiem sklejka. Płaty o konstrukcji drewnianej i kształcie prostokątnym, na końcach lekko zaokrąglone, był usztywniony słupkami i cięgnami stalowymi. Lotki umieszczono tylko na górnym płacie, w którym również znajdował się zbiornik paliwa i na zewnątrz pośrodku chłodnica cieczy. Płaty i usterzenie pokryte było płótnem.
Samolot LVG C.V zostały zastosowane przez Niemców w działania wojennych w drugiej połowie 1917 roku, na początku na froncie zachodnim, a potem od 1918 roku także na innych frontach m.in. w Palestynie. Używano ich do rozpoznania fotograficznego, do współpracy z artylerią i jako lekkie bombowce. 
Ogółem wyprodukowano ponad 1200 samolotów wielozadaniowych LVG C.V. Oprócz nich w zakładach LVG do końca wojny produkowano następne wersje samolotów wojskowych: od 1917 roku samolot rozpoznawczy LVG C.VI, od 1918 roku samoloty rozpoznawcze LVG C.VII, LVG C.VIII i LVG C.IX; jednomiejscowe samoloty myśliwskie: w 1917 roku LVG D.II, LVG D.III i LVG D.IV, w 1918 – LVG D.V i LVG D.VI oraz dwumiejscowe samoloty bombowe: w 1915 roku LVG G.I, w 1917 – LVG G.II i w 1918 – LVG G.III.

## Użycie w lotnictwie polskim

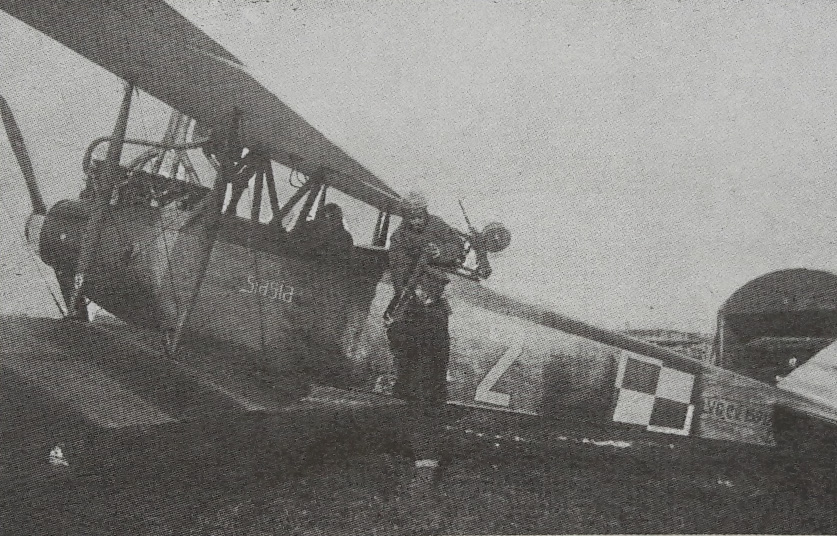
Polski LVG C.V o imieniu Stasia

Po zakończeniu I wojny światowej w 1919 roku oddziały polskie na terenie Małopolski przejęły od Niemców 7 samolotów LVG C.V. W 1920 roku w warsztatach na lotnisku Ławica w Poznaniu ze zdobytych części zmontowano jeszcze w lipcu i sierpniu 42 samoloty tego typu. W piśmiennictwie przyjmowano, że 9 stycznia 1919 roku powstańcy wielkopolscy przemalowanymi w polskie barwy zdobycznymi samolotami LVG C.V dokonali odwetowego nalotu na lotnisko wojskowe we Frankfurcie nad Odrą. Nowsze badania wykazały jednak, że nalot na Frankfurt nie miał w rzeczywistości miejsca.
Samoloty te skierowano do eskadr wywiadowczych: 4., 6., 8., 12. i 14. Do eskadr tych włączono również 12 nowych samolotów LVG C.V i LVG C.VI zakupionych w Niemczech. Eskadry te wzięły udział w walkach w latach 1919–1920, w tym w wojnie polsko-bolszewickiej.

## Opis techniczny samolotu LVG C.V

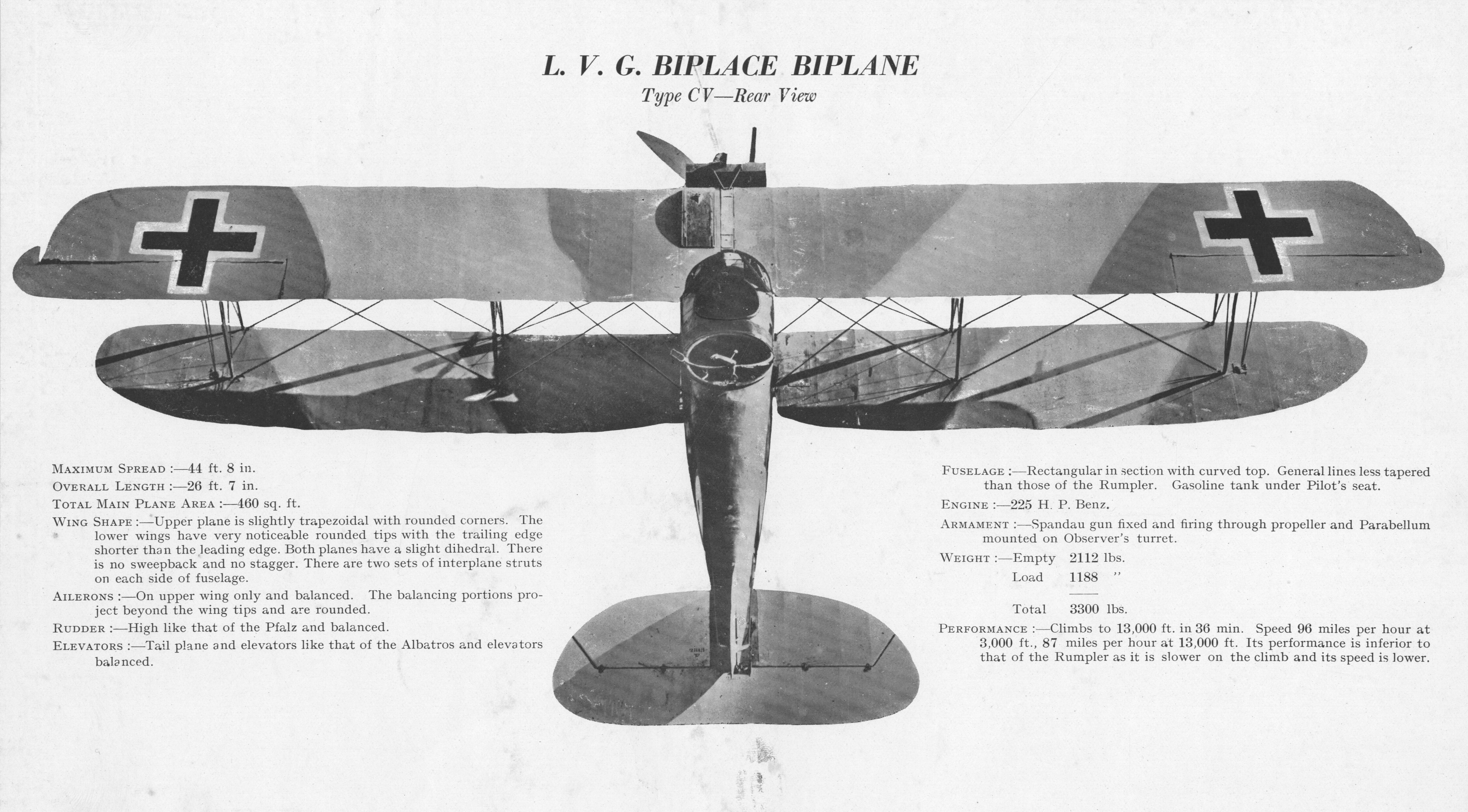
LVG C.V od góry z tyłu

Samolot LVG C.V był dwumiejscowym samolotem wielozadaniowym, dwupłatem o konstrukcji mieszanej. Podwozie klasyczne – stałe. Napęd – 1 silnik rzędowy, śmigło drewniane, dwułopatowe.